# Karl Johanson i Vännäs
Karl August Johanson (i riksdagen kallad Johanson i Vännäs), född 11 oktober 1881 i Stenstorps församling, Skaraborgs län, död 20 augusti 1965 i Vännäs köpings kyrkobokföringsdistrikt, Västerbottens län, var en svensk lokomotivförare och socialdemokratisk riksdagspolitiker.
Johanson var ledamot av riksdagens första kammare från 1931, invald i Västerbottens läns och Norrbottens läns valkrets.